# Taškentský vilájet
Taškentský vilájet (uzbecky Тошкент вилояти) je jeden z vilájetů (regionů) Uzbekistánu. Leží na severovýchodě země mezi řekou Syrdarja a pohořím Ťan-šan. Sousedí s hlavním městem Taškentem (které region zcela obkličuje), regiony Syrdarjin a Namangan a dále s Kyrgyzstánem a Tádžikistánem. V roce 2021 zde žilo přibližně 2 975 000 obyvatel. Hlavním městem regionu je Nurafshon.
Vilájet se děli na 15 okresů a sedm měst s vlastním okresem; v regionu se přitom nachází celkem 16 měst. V regionu převládá kontinentální podnebí a leží zde Státní přírodní rezervace Chatkalskiy. Taškentský vilájet je přitom po Taškentu samotném druhým nejrozvinutějším regionem v zemi. Těží se zde rovněž celá řada surovin jako například měď, hnědé uhlí nebo třeba zinek. Kromě toho je v regionu významné zemědělství; pěstují se zde například bavlna nebo konopí.